# Adresa (informatika)
Adresa v informatice označuje údaj, který jednoznačně určuje umístění adresovatelného prvku v paměti nebo v počítačové síti. Adresování označuje systém, kterým počítač tento údaj přiděluje. Název byl zvolen analogicky k poštovní adrese, která také jednoznačně určuje umístění adresáta.

## Modely adresace paměti

### Operační paměť
U jednoduchých systémů adresa přímo odpovídá fyzické adrese v paměťovém čipu. Např. 16bitová (dvoubajtová) adresa umožňuje procesoru pomocí 16bitové sběrnice přístup k 216 bajtům (64 KB) na adresách 0–65535 (šestnáctkově #0000–#FFFF), což je tzv. adresní prostor.
U složitějších systémů se používá virtuální paměť. Procesor paměťový prostor obsluhuje adresami jako v prvním případě, propojení s fyzickou pamětí na fyzických adresách zprostředkuje jednotka správy paměti (MMU). To umožňuje rychlou paměť RAM rozšířit o prostor na pomalém pevném disku a fyzické umístění dat dynamicky přizpůsobovat tomu, s kterou části adresního prostoru procesor aktuálně pracuje.
- nesegmentovaný model – existuje jeden lineární adresní prostor adresovatelný v rozsahu <0,N> (tzv. offset)
- segmentovaný model – existuje více lineárních paměťových prostorů, které se mohou překrývat. Adresa je má dvě složky: určení segmentu a adresa v rámci segmentu (offset) v rozsahu <0,N> a . Segment je definován svým počátkem v paměti a délkou.

V jazyce C lze adresu proměnné nebo funkce získat operátorem &.

### Vnější paměť
Vnější paměť (disky a pod.) adresujeme dvojím způsobem:
- Cylindr-Hlava-Sektor (CHS) adresace – adresace vnějších (diskových, …) pamětí pomocí čísel válce (cylinder), hlavy (head) a sektoru. Je vhodná jen pro menší kapacity disků, neboť vyšší kapacity vyžadují proměnný počet sektorů na stopě v závislosti na číslu válce a tedy neumožňují použít fyzickou polohu sektoru jako CHS adresu.
- Logical Block Addressing (LBA) – adresace vnějších (diskových, flash, …) pamětí pomocí lineárního logického čísla sektoru.

## Adresace v síti
Adresa v počítačové síti jednoznačně identifikuje počítač nebo zařízení pro potřeby síťové komunikace. Na linkové vrstvě se používají MAC adresy, které musí být v dané LAN jednoznačné (díky přidělování rozsahů adres jednotlivým výrobcům by měla být jedinečná celosvětově). Na vyšší úrovni se používá IP adresa, která musí být jednoznačná pro každý počítač připojený do Internetu. Protože to v současné čtvrté verzi nelze zajistit, připojují se některé počítače do Internetu nepřímo přes NAT.